# ویرد ال یانکوویک
ویرد ال یانکوویچ (انگلیسی: "Weird Al" Yankovic؛ زاده ۲۳ اکتبر ۱۹۵۹) یک خواننده، ترانه‌سرا، هنرپیشه، صداپیشه، کارگردان نماهنگ، تهیه‌کننده، پدیدآور و تهیه‌کننده موسیقی اهل ایالات متحده آمریکا است. وی از سال ۱۹۷۶ میلادی تاکنون مشغول فعالیت بوده‌است.
عمدهٔ شهرت یانکوویچ به‌خاطر اجراهای پارودی از آثار گروه‌ها و خواننده‌های مختلف بوده‌است، تا جایی که از او باعنوان «سلطان پارودی موسیقی پاپ» یاد می‌شود. او پارودی آهنگ‌های مختلفی از گروه کویین، کولیو، مدونا، نیروانا و گرین دی را اجرا کرده‌است.